# Rhagonycha ondreji
Rhagonycha ondreji es una especie de coleóptero de la familia Cantharidae.

## Distribución geográfica
Habita en Mongolia Interior.